# شون ووماك
شون ووماك (بالإنجليزية: Shawn Womack)‏ هو قاضي ومحامي أمريكي، ولد في 13 أغسطس 1972 في شاوني في الولايات المتحدة.